# Maçã da Beira Alta
O Maçã da Beira Alta IGP é um produto de origem portuguesa com Indicação Geográfica Protegida pela União Europeia (UE) desde 21 de junho de 1996.
Consiste no fruto de diversas variedades de macieira (Malus domestica).

## Área geográfica de produção
A área de produção da Maçã da Beira Alta está circunscrita aos distritos de Viseu e Guarda e aos concelhos de Oliveira do Hospital, Tábua e Arganil.

## Agrupamento gestor
O agrupamento gestor da indicação geográfica protegida "Maçã da Beira Alta" é a FELBA - Centro de Valorização dos Frutos e Legumes da Beira Alta.